# Medetera media
Medetera media är en tvåvingeart som beskrevs av Octave Parent 1926. Medetera media ingår i släktet Medetera och familjen styltflugor. Inga underarter finns listade i Catalogue of Life.